# Josep Lluís Vilaseca i Requena
Josep Lluís Vilaseca i Requena és un advocat català. Està especialitzat en dret mercantil i més concretament en el sector audiovisual. És secretari de la Fundació Enciclopèdia Catalana. Anteriorment havia estat cap d'assessoria de la Corporació Catalana de Ràdio i Televisió. El 2005 va formar part de la junta directiva del Futbol Club Barcelona, on s'encarregà dels drets audiovisuals, dins de la junta de Joan Laporta, amb qui havia coincidit en la candidatura de Lluís Bassat l'any 2000.